# (5913) 1990 BU
Az (5913) 1990 BU a Naprendszer kisbolygóövében található aszteroida. Arai és Mori fedezte fel 1990. január 21-én.